# People of the South Wind
People of the South Wind è un singolo della rock band Kansas  pubblicato nel 1979. È incluso nel sesto album della band, omonimo.

## Il testo
Il brano narra la vita e le condizioni degli abitanti del sud degli Stati Uniti.